# Американская социологическая ассоциация
Американская социологическая ассоциация (АСА; англ. American Sociological Association, ASA) — крупнейшее в мире профессиональное объединение социологов. Ассоциация была основана в 1905 году.

## Основание АСА
Летом 1905 года Лестер Уорд и некоторые другие американские социологи озаботились созданием особого социологического общества. В декабре 1905 года в Балтиморе, в котором расположен университет Джонса Хопкинса, во время ежегодной конференции Американской экономической ассоциации, было создано Американское социологическое общество. Это была некоммерческая организация, которая занималась развитием социологической науки и продвижением профессии социолога. Лестер Уорд был избран первым президентом общества. (Ниже приведён полный список президентов АСА.)

## Деятельность АСА
В 2010 году число членов АСА превысило 14000 человек. В Ассоциации состоят профессора, студенты, исследователи и другие специалисты, связанные с социологией. Большинство членов АСА работают в науке, но около 20 % — в правительственных, некоммерческих или бизнес-организациях. В настоящее время АСА является крупнейшим профессиональным объединением социологов в мире (по числу членов превосходит Международную социологическую ассоциацию).
Миссия АСА состоит в продвижении социологии как научной дисциплины и профессии, приносящей благо обществу.
АСА проводит ежегодную научную конференцию, которая называется Ежегодное Собрание Американской социологической ассоциации.
АСА выпускает ряд научных журналов. Наиболее известный из них — American Sociological Review.
Американская социологическая ассоциация руководствуется Кодексом этики. В 1970 году был написан первый Кодекс этики АСА. Позднее он был частично пересмотрен. Комитет по профессиональной этике работал над составлением Кодекса, и в конце концов он был утверждён в 1997 году.
В 1993 году Рик Скэрс, который в то время был докторантом, был заключён в тюрьму более чем на пять месяцев в связи с тщательным следованием Кодексу этики АСА. Исследования Скэрса, которые он проводил для своей диссертации, были посвящены энвайронментализму (радикальному экологическому движению). Основываясь на данных расследования ФБР после обыска Фронта освобождения животных, федеральные прокуроры утверждали в суде, что Скэрс, возможно, общался с лицами, которые, как предполагалось, связаны с преступлениями. Прокуроры требовали, чтобы Скэрс сообщил ФБР об этих разговорах. Но Скэрс отказался ответить на тридцать вопросов, ссылаясь на Кодекс этики АСА и первую поправку в качестве аргумента для своего молчания. Отказ Скэрса ответить на вопросы привёл к тому, что был обвинён в неуважении к суду и провёл 159 дней в тюрьме. Его никогда не подозревали в совершении преступлений и ему не зачитывали правило Миранды, он не был арестован или осуждён.
В январе 2012 года Федеральный окружной суд США приказал Бостонскому колледжу передать материалы из «Белфастского проекта» (проекта по устной истории, посвящённого насилию в Северной Ирландии). Бостонский колледж подал апелляцию в феврале 2012 года, оспаривая решение суда. АСА участвовала в деле, чтобы помочь защитить участников проекта от вызова в суд и принуждения выдать конфиденциальные данные исследований. В заявлении Совета АСА указывалось на потенциальный ущерб, который это решение нанесёт исследованиям в области социальных наук, и то, что это может создать препятствия к изучению спорных проблем. АСА высказалась за то, чтобы суд признал конфиденциальность в исследованиях.

### Журналы, выпускаемые АСА
Ассоциация выпускает следующие научные журналы:
- American Sociological Review[англ.] (1936 — настоящее время)
- The American Sociologist[англ.] (1965—1982, 1987 — настоящее время)
- City and Community[англ.] (2002 — настоящее время)
- Contemporary Sociology[англ.] (1972 — настоящее время)
- Contexts[англ.] (2002 — наше время)
- Journal of Health and Social Behavior[англ.] (1960 — настоящее время)
- Journal of World-Systems Research[англ.] (1995 — настоящее время)
- Social Psychology Quarterly[англ.] (1937 — настоящее время)
- Sociological Methodology
- Sociological Theory[англ.]
- Sociology of Education[англ.] (1963 — настоящее время)
- Teaching Sociology[англ.] (1973 — настоящее время)

## Структура
- Президент
- Избранный президент
- Вице-президент
- Избранный вице-президент
- Секретарь
- Члены Совета

Ассоциация имеет следующие секции:
- Азия и Азиатская Америка
- Алкоголь, наркотики и табак
- Альтруизм, мораль и общественная солидарность
- Глобальная и транснациональная социология
- Дети и молодёжь
- Животные и общество
- Закон
- Инвалидность и общество
- История социологии
- Коллективное поведение и общественные движения
- Коммуникационные и информационные технологии (бывшая секция социологии и вычислительной техники, переименована в 2002 году)
- Культура
- Марксистская социология
- Математическая социология
- Медицинская социология
- Международная миграция
- Методология
- Мир, война и социальные конфликты
- Население
- Наука, знание и технологии
- Неравенство, нищета и мобильность
- Образование
- Окружающая среда и технологии
- Организации, профессии и работа
- Пол и гендер
- Политическая социология
- Политическая экономия мировой системы
- Потребители и потребление
- Права человека
- Преподавание и обучение
- Преступность, закон и девиантность
- Психическое здоровье
- Развитие
- Раса, гендер и класс
- Расовые и этнические меньшинства
- Рациональность и общество
- Религия
- Сексуальность
- Семья
- Социальная психология
- Социологическая практика и публичная социология
- Социология сообществ и городов
- Сравнительная и историческая социология
- Старение и изменения в течение жизни
- Тело и телесность
- Теория
- Труд и трудовые движения
- Эволюция, биология и общество
- Экономическая социология
- Эмоции
- Этнометодология и конверсационный анализ

## Список президентов АСА
Список президентов АСА:
- Лестер Уорд 1906—1907
- Уильям Грэм Самнер 1908—1909
- Франклин Гиддингс 1910—1911
- Албион Вудбери Смолл 1912—1913
- Эдвард Росс 1914—1915
- Джордж Винсент 1916
- Джордж Говард 1917
- Чарльз Кули 1918
- Фрэнк Блэкмэр 1919
- Джеймс Дили 1920
- Эдвард Хэйес 1921
- Джеймс Лихтенбергер 1922
- Улисс Уэтерли 1923
- Чарльз Эллвуд 1924
- Роберт Парк 1925
- Джон Гиллин 1926
- Уильям Айзек Томас 1927
- Джон Джиллет 1928
- Уильям Огбёрн 1929
- Говард Одум 1930
- Эмори Богардус 1931
- Лютер Бернард 1932
- Эдвард Рейтер 1933
- Эрнст Бёрджесс 1934
- Ф. Стюарт Чэпен 1935
- Генри Фэйрчайлд 1936
- Эллсворт Фэрис 1937
- Фрэнк Ханкинс 1938
- Эдвин Сютерлэнд 1939
- Роберт МакАйвер 1940
- Стюарт Куин 1941
- Двайт Сандерсон 1942
- Джордж Ландберг 1943
- Руперт Вэнс 1944
- Кимбэлл Янг 1945
- Карл Тэйлор 1946
- Луис Вирт 1947
- Франклин Фрейзер 1948
- Толкотт Парсонс 1949
- Леонард Коттрелл мл. 1950
- Роберт Энджелл 1951
- Дороти Томас 1952
- Самуэл Стауффер 1953
- Флориан Знанецкий 1954
- Дональд Янг 1955
- Герберт Блумер 1956
- Роберт Мертон 1957
- Робин Уильямс мл. 1958
- Кингсли Дэвис 1959
- Говард Беккер 1960
- Роберт Фэрис 1961
- Пол Лазарсфельд 1962
- Эверетт Хьюз 1963
- Джордж Хоманс 1964
- Питирим Александрович Сорокин 1965
- Уилберт Мур 1966
- Чарльз Лумис 1967
- Филип Хаузер 1968
- Арнольд Маршалл Роуз 1969
- Ральф Тёрнер 1969
- Рейнхард Бендикс 1970
- Уильям Соуэлл 1971
- Уильям Гуд 1972
- Мирра Комаровски 1973
- Питер Блау 1974
- Льюис Козер 1975
- Альфред Маккланг Ли 1976
- Джон Милтон Йингер 1977
- Эмос Хоули 1978
- Губерт Блэлок 1979
- Питер Росси 1980
- Уильям Фут Уайт мл. 1981
- Ирвинг Гофман 1982
- Элис Росси 1983
- Джеймс Шорт мл. 1984
- Кэй Эриксон 1985
- Матильда Уайт Рэйли 1986
- Мэлвин Кон 1987
- Джоан Губер 1989
- Уильям Джулиус Уильсон 1990
- Стэнли Леберсон 1991
- Джеймс Коулман 1992
- Сеймур Мартин Липсет 1993
- Уильям Джеймсон 1994
- Амитай Этциони 1995
- Морин Халлинэн 1996
- Нил Смелзер 1997
- Джилл Квадагно 1998
- Александро Портес 1999
- Джо Фейгин 2000
- Дуглас Месси 2001
- Барбара Рескин 2002
- Уильям Бейлби 2003
- Майкл Буравой 2004
- Трой Дастер 2005
- Синтия Фачс Эпштейн 2006
- Франс Фокс Пэйвен 2007
- Эрн Кэллеберг 2008
- Патриция Хилл Коллинз 2009
- Эвелин Накано Гленн 2010
- Рэндалл Коллинз 2011
- Эрик Олин Райт 2012
- Сесилия Риджевэй 2013
- Аннет Ларо 2014
- Паула Инглэнд 2015
- Рут Милкман 2016
- Мишель Ламон 2017
- Эдуардо Бонилла-Сильва 2018